# Lista siturilor arheologice din județul Constanța - P
Lista siturilor arheologice din județul Constanța - P conține toate siturile arheologice din județul Constanța înscrise în Repertoriul Arheologic Național (RAN) și aflate în localități al căror nume începe cu litera P. RAN este administrat de Ministerul Culturii și Patrimoniului Național și cuprinde date științifice, cartografice, topografice, imagini și planuri, precum și orice alte informații privitoare la zonele cu potențial arheologic, studiate sau nu, încă existente sau dispărute.
Puteți căuta un sit din localitățile care încep cu litera P folosind formularul de mai jos sau puteți naviga prin toate siturile din județ la Lista siturilor arheologice din județul Constanța.
| Cod RAN                                  | Denumire | Localitate                                              | Adresă                                                       | Datare                              | Descoperit | Coordonate                                    | Imagine           | Erori            |
| ---------------------------------------- | --- | ------------------------------------------------------- | ------------------------------------------------------------ | ----------------------------------- | ---------- | --------------------------------------------- | ----------------- | ---------------- |
| 62770.02.01 (Cod LMI: CT-I-m-A-02559.05) | Situl arheologic de la Poarta Albă / ansamblu anonim (Categorie: fortificație) (Tip: Val de piatră)                                                            | sat Poarta Albă, comuna Poarta Albă                     |                                                              | sec. X-XI                           |            | 44°11′39″N 28°24′14″E / 44.19417°N 28.40399°E | Încărcați imagine | Raportați eroare |
| 62770.02.02 (Cod LMI: CT-I-m-A-02559.05) | Situl arheologic de la Poarta Albă / ansamblu anonim (Categorie: fortificație) (Tip: castru de pământ)                                                         | sat Poarta Albă, comuna Poarta Albă                     |                                                              | romană                              |            | 44°11′39″N 28°24′14″E / 44.19417°N 28.40399°E | Încărcați imagine | Raportați eroare |
| 62770.02.03 (Cod LMI: CT-I-m-A-02559.05) | Situl arheologic de la Poarta Albă / ansamblu anonim (Categorie: fortificație) (Tip: castru de pământ)                                                         | sat Poarta Albă, comuna Poarta Albă                     |                                                              | romană                              |            | 44°11′39″N 28°24′14″E / 44.19417°N 28.40399°E | Încărcați imagine | Raportați eroare |
| 62770.02.04 (Cod LMI: CT-I-m-A-02559.05) | Situl arheologic de la Poarta Albă / ansamblu anonim (Categorie: fortificație) (Tip: castru de pământ)                                                         | sat Poarta Albă, comuna Poarta Albă                     |                                                              | romană                              |            | 44°11′39″N 28°24′14″E / 44.19417°N 28.40399°E | Încărcați imagine | Raportați eroare |
| 62609.01.01                              | Situl arheologic de la Pantelimon - Casimcea - "Colțarii Mari" / ansamblu anonim (Categorie: locuire) (Tip: Locuire)                                           | comuna Pantelimon                                       | Colțarii Mari                                                | mil. IV a. Chr.                     |            |                                               | Încărcați imagine | Raportați eroare |
| 62609.01.02                              | Situl arheologic de la Pantelimon - Casimcea - "Colțarii Mari" / ansamblu anonim (Categorie: locuire) (Tip: Locuire)                                           | comuna Pantelimon                                       | Colțarii Mari                                                |                                     |            |                                               | Încărcați imagine | Raportați eroare |
| 62609.01.03                              | Situl arheologic de la Pantelimon - Casimcea - "Colțarii Mari" / ansamblu anonim (Categorie: locuire) (Tip: Locuire)                                           | comuna Pantelimon                                       | Colțarii Mari                                                | sec. XVIII                          |            |                                               | Încărcați imagine | Raportați eroare |
| 62609.02.01                              | Așezarea din epoca romană de la Pantelimon - Casimcea - "Dealul Lexanului" / ansamblu anonim (Categorie: locuire civilă) (Tip: Așezare)                        | comuna Pantelimon                                       | Dealul Lexanului                                             | sec. I - III                        |            |                                               | Încărcați imagine | Raportați eroare |
| 62609.03.01                              | Tumuli de la Pantelimon Casimcea / ansamblu anonim (Categorie: descoperire funerară) (Tip: Grup de tumuli)                                                     | comuna Pantelimon                                       |                                                              |                                     |            |                                               | Încărcați imagine | Raportați eroare |
| 60446.01.01 (Cod LMI: CT-I-m-B-02724.01) | Situl arheologic de la Palazu Mare / ansamblu anonim (Categorie: locuire civilă) (Tip: Așezare rurală)                                                         | localitate componentă Palazu Mare, municipiul Constanța |                                                              | sec. II-IV                          |            |                                               | Încărcați imagine | Raportați eroare |
| 60446.01.02 (Cod LMI: CT-I-m-B-02724.02) | Situl arheologic de la Palazu Mare / ansamblu anonim (Categorie: locuire civilă) (Tip: Necropolă)                                                              | localitate componentă Palazu Mare, municipiul Constanța |                                                              |                                     |            |                                               | Încărcați imagine | Raportați eroare |
| 62226.01.01 (Cod LMI: CT-I-s-B-02725)    | Așezarea romană de la Palazu Mic - "La pământul galben" / ansamblu anonim (Categorie: locuire civilă) (Tip: Așezare)                                           | sat Palazu Mic, comuna Mihail Kogălniceanu              | La pământul galben                                           | sec. I-III                          |            |                                               | Încărcați imagine | Raportați eroare |
| 62618.01.01 (Cod LMI: CT-I-m-A-02726.01) | Cetatea Ulmetum de la Pantelimon / ansamblu Cetatea Ulmetum (Categorie: locuire civilă) (Tip: Cetate)                                                          | sat Pantelimon, comuna Pantelimon                       |                                                              | romană sec. II-IV                   |            | 44°32′51″N 28°20′30″E / 44.54763°N 28.34157°E | Încărcați imagine | Raportați eroare |
| 62618.01.02 (Cod LMI: CT-I-m-A-02726.02) | Cetatea Ulmetum de la Pantelimon / ansamblu anonim (Categorie: locuire civilă) (Tip: Castru de pământ)                                                         | sat Pantelimon, comuna Pantelimon                       |                                                              | romană sec. II-IV                   |            | 44°32′51″N 28°20′30″E / 44.54763°N 28.34157°E | Încărcați imagine | Raportați eroare |
| 62618.01.03                              | Cetatea Ulmetum de la Pantelimon / ansamblu anonim (Categorie: locuire civilă) (Tip: Fortificație)                                                             | sat Pantelimon, comuna Pantelimon                       |                                                              | romană sec. IV-VI                   |            | 44°32′51″N 28°20′30″E / 44.54763°N 28.34157°E | Încărcați imagine | Raportați eroare |
| 61782.01.01 (Cod LMI: CT-I-m-B-02727)    | Așezarea rurală romană de la Pădureni / ansamblu anonim (Categorie: locuire civilă) (Tip: Așezare rurală)                                                      | sat Pădureni, comuna Dobromir                           |                                                              | sec. I-IV                           |            |                                               | Încărcați imagine | Raportați eroare |
| 62681.01.01 (Cod LMI: CT-I-s-B-02728)    | Așezarea romană de la Pecineaga / ansamblu anonim (Categorie: locuire civilă) (Tip: Așezare)                                                                   | sat Pecineaga, comuna Pecineaga                         |                                                              | sec. II-IV                          |            |                                               | Încărcați imagine | Raportați eroare |
| 62681.01.01 (Cod LMI: CT-I-s-B-02728)    | Așezarea romană de la Pecineaga / complex anonim (Categorie: locuire civilă) (Tip: tezaur monetar)                                                             | sat Pecineaga, comuna Pecineaga                         |                                                              |                                     |            |                                               | Încărcați imagine | Raportați eroare |
| 62681.02.01 (Cod LMI: CT-I-s-A-02729)    | Tumulii de la Pecineaga / ansamblu anonim (Categorie: descoperire funerară) (Tip: Grup de tumuli)                                                              | sat Pecineaga, comuna Pecineaga                         |                                                              |                                     |            | 43°53′57″N 28°27′34″E / 43.89907°N 28.45944°E | Încărcați imagine | Raportați eroare |
| 61693.01 (Cod LMI: CT-I-s-B-02730)       | Așezarea rurală romană de la Petroșani / ansamblu anonim (Categorie: locuire civilă)                                                                           | sat Petroșani, comuna Deleni                            |                                                              |                                     |            |                                               | Încărcați imagine | Raportați eroare |
| 61693.01.01 (Cod LMI: CT-I-s-B-02730)    | Așezarea rurală romană de la Petroșani / ansamblu anonim (Categorie: locuire civilă) (Tip: Așezare rurală)                                                     | sat Petroșani, comuna Deleni                            |                                                              | sec. II-IV                          |            |                                               | Încărcați imagine | Raportați eroare |
| 62235.01 (Cod LMI: CT-I-s-B-02731)       | Așezarea elenistică de la Piatra - "Rățărie" (Categorie: locuire civilă) (Tip: așezare)                                                                        | sat Piatra, comuna Mihail Kogălniceanu                  | Rățărie                                                      | sec. III - I a. Chr.                |            |                                               | Încărcați imagine | Raportați eroare |
| 62235.01.01 (Cod LMI: CT-I-s-B-02731)    | Așezarea elenistică de la Piatra - "Rățărie" / ansamblu anonim (Categorie: locuire civilă) (Tip: Așezare)                                                      | sat Piatra, comuna Mihail Kogălniceanu                  | Rățărie                                                      | greacă sec. III - I a. Chr.         |            |                                               | Încărcați imagine | Raportați eroare |
| 62235.02.01 (Cod LMI: CT-I-s-B-02732)    | Așezarea Gumelnița de la Piatra / ansamblu anonim (Categorie: locuire civilă) (Tip: Așezare)                                                                   | sat Piatra, comuna Mihail Kogălniceanu                  |                                                              | Gumelnița                           |            |                                               | Încărcați imagine | Raportați eroare |
| 61700.01 (Cod LMI: CT-I-s-B-02733)       | Situl arheologic de la Pietreni (Categorie: locuire) (Tip: villa rustica și necropolă)                                                                         | sat Pietreni, comuna Deleni                             |                                                              | sec. III-IV                         |            |                                               | Încărcați imagine | Raportați eroare |
| 61700.01.01 (Cod LMI: CT-I-m-B-02733.02) | Situl arheologic de la Pietreni / ansamblu anonim (Categorie: locuire) (Tip: Mormânt de inhumație)                                                             | sat Pietreni, comuna Deleni                             |                                                              | sec. III-IV                         |            |                                               | Încărcați imagine | Raportați eroare |
| 61700.01.02 (Cod LMI: CT-I-m-B-02733.01) | Situl arheologic de la Pietreni / ansamblu anonim (Categorie: locuire) (Tip: Villa rustica)                                                                    | sat Pietreni, comuna Deleni                             |                                                              | sec. III-IV                         |            |                                               | Încărcați imagine | Raportați eroare |
| 61700.02.01 (Cod LMI: CT-I-s-A-02734)    | Tumulii de la Pietreni / ansamblu anonim (Categorie: descoperire funerară) (Tip: Grup de tumuli)                                                               | sat Pietreni, comuna Deleni                             |                                                              |                                     |            | 44°05′49″N 28°04′50″E / 44.09701°N 28.08055°E | Încărcați imagine | Raportați eroare |
| 61247.01.01 (Cod LMI: CT-I-m-B-02735.02) | Fortificația romano-bizantină de la Plopeni / ansamblu anonim (Categorie: fortificație) (Tip: Fortificație)                                                    | sat Plopeni, comuna Chirnogeni                          |                                                              | sec. IV-VI                          |            | 43°59′01″N 28°12′07″E / 43.98361°N 28.20194°E | Încărcați imagine | Raportați eroare |
| 62770.01.01 (Cod LMI: CT-I-m-A-02558.06) | Fortificația medievală de la Poarta Albă - "La Roată" / ansamblu Fortificație din sistemul marelui val de pământ (Categorie: fortificație) (Tip: Fortificație) | sat Poarta Albă, comuna Poarta Albă                     | La Roată                                                     | sec. VI p. Chr.                     |            | 44°12′17″N 28°25′22″E / 44.20483°N 28.42268°E | Încărcați imagine | Raportați eroare |
| 62609.04.01 (Cod LMI: CT-I-s-B-02610)    | Așezarea romano-bizantină de la Casimcea / ansamblu anonim (Categorie: locuire civilă) (Tip: Așezare)                                                          | comuna Pantelimon                                       |                                                              | sec. IV-VI                          |            |                                               | Încărcați imagine | Raportați eroare |
| 61247.02.01 (Cod LMI: CT-I-m-B-02735.01) | Necropola de incinerație medievală timpurie de la Plopeni / ansamblu anonim (Categorie: descoperire funerară) (Tip: Necropolă de incinerație)                  | sat Plopeni, comuna Chirnogeni                          |                                                              | sec. X                              |            |                                               | Încărcați imagine | Raportați eroare |
| 62235.03.01                              | Necropola funerară de la Piatra / ansamblu anonim (Categorie: descoperire funerară) (Tip: Necropolă tumulară)                                                  | sat Piatra, comuna Mihail Kogălniceanu                  |                                                              |                                     |            |                                               | Încărcați imagine | Raportați eroare |
| 61247.03                                 | Drumul roman de la Plopeni (Categorie: construcție) (Tip: drum)                                                                                                | sat Plopeni, comuna Chirnogeni                          |                                                              |                                     | 1973       |                                               | Încărcați imagine | Raportați eroare |
| 61247.03.01                              | Drumul roman de la Plopeni / ansamblu anonim (Categorie: construcție) (Tip: Drum)                                                                              | sat Plopeni, comuna Chirnogeni                          |                                                              | romană                              | 1973       |                                               | Încărcați imagine | Raportați eroare |
| 61498.01                                 | Situl arheologic de la Pelinu / ansamblu anonim (Categorie: locuire)                                                                                           | sat Pelinu, comuna Comana                               |                                                              |                                     | 1973       |                                               | Încărcați imagine | Raportați eroare |
| 61498.01.01                              | Situl arheologic de la Pelinu / ansamblu anonim (Categorie: locuire) (Tip: Așezare)                                                                            | sat Pelinu, comuna Comana                               |                                                              | elenistică                          | 1973       |                                               | Încărcați imagine | Raportați eroare |
| 62716.01.01                              | Așezarea paleolitică de la Peștera - dealul Peșterica / ansamblu anonim (Categorie: așezare) (Tip: Așezare deschisă)                                           | sat Peștera, comuna Peștera                             | dealul Peșterica                                             | musterian                           |            |                                               | Încărcați imagine | Raportați eroare |
| 61693.02.01                              | Necropola hallstattiană de la Petroșani / ansamblu anonim (Categorie: descoperire funerară) (Tip: Necropolă de inhumație)                                      | sat Petroșani, comuna Deleni                            |                                                              | sec. V a. Chr                       | 1957       |                                               | Încărcați imagine | Raportați eroare |
| 61693.03.01                              | Situl arheologic de la Pereoșani - "La Furci" / ansamblu anonim (Categorie: așezare) (Tip: Așezare)                                                            | sat Petroșani, comuna Deleni                            | La Furci                                                     |                                     | 1957       | 44°00′06″N 28°04′14″E / 44.00167°N 28.07055°E | Încărcați imagine | Raportați eroare |
| 61693.03.02                              | Situl arheologic de la Pereoșani - "La Furci" / ansamblu anonim (Categorie: așezare) (Tip: Așezare)                                                            | sat Petroșani, comuna Deleni                            | La Furci                                                     |                                     | 1957       | 44°00′06″N 28°04′14″E / 44.00167°N 28.07055°E | Încărcați imagine | Raportați eroare |
| 61693.03.03                              | Situl arheologic de la Pereoșani - "La Furci" / ansamblu anonim (Categorie: așezare) (Tip: Așezare)                                                            | sat Petroșani, comuna Deleni                            | La Furci                                                     |                                     | 1957       | 44°00′06″N 28°04′14″E / 44.00167°N 28.07055°E | Încărcați imagine | Raportați eroare |
| 61693.03.04                              | Situl arheologic de la Pereoșani - "La Furci" / ansamblu anonim (Categorie: așezare) (Tip: Așezare)                                                            | sat Petroșani, comuna Deleni                            | La Furci                                                     |                                     | 1957       | 44°00′06″N 28°04′14″E / 44.00167°N 28.07055°E | Încărcați imagine | Raportați eroare |
| 61693.03.05                              | Situl arheologic de la Pereoșani - "La Furci" / ansamblu anonim (Categorie: așezare) (Tip: Așezare)                                                            | sat Petroșani, comuna Deleni                            | La Furci                                                     |                                     | 1957       | 44°00′06″N 28°04′14″E / 44.00167°N 28.07055°E | Încărcați imagine | Raportați eroare |
| 61693.03.06                              | Situl arheologic de la Pereoșani - "La Furci" / ansamblu anonim (Categorie: așezare) (Tip: Așezare)                                                            | sat Petroșani, comuna Deleni                            | La Furci                                                     |                                     | 1957       | 44°00′06″N 28°04′14″E / 44.00167°N 28.07055°E | Încărcați imagine | Raportați eroare |
| 61693.03.07                              | Situl arheologic de la Pereoșani - "La Furci" / ansamblu anonim (Categorie: așezare) (Tip: Așezare)                                                            | sat Petroșani, comuna Deleni                            | La Furci                                                     |                                     | 1957       | 44°00′06″N 28°04′14″E / 44.00167°N 28.07055°E | Încărcați imagine | Raportați eroare |
| 61693.03.08                              | Situl arheologic de la Pereoșani - "La Furci" / ansamblu anonim (Categorie: așezare) (Tip: Așezare)                                                            | sat Petroșani, comuna Deleni                            | La Furci                                                     |                                     | 1957       | 44°00′06″N 28°04′14″E / 44.00167°N 28.07055°E | Încărcați imagine | Raportați eroare |
| 60446.02.01                              | Fortificația de la Palazu Mare / ansamblu anonim (Categorie: construcție defensivă) (Tip: Fortificație)                                                        | localitate componentă Palazu Mare, municipiul Constanța |                                                              | romană sec. IV                      |            |                                               | Încărcați imagine | Raportați eroare |
| 62681.03.01                              | Așezarea romană de la Pecineaga - Movila lui Oprea Ionescu / ansamblu anonim (Categorie: așezare) (Tip: Așezare rurală)                                        | sat Pecineaga, comuna Pecineaga                         | Movila lui Oprea Ionescu                                     |                                     | 1975       |                                               | Încărcați imagine | Raportați eroare |
| 62681.04.01                              | Situl arheologic de la Pecineaga / ansamblu anonim (Categorie: așezare) (Tip: Așezare)                                                                         | sat Pecineaga, comuna Pecineaga                         |                                                              |                                     |            |                                               | Încărcați imagine | Raportați eroare |
| 62681.04.02                              | Situl arheologic de la Pecineaga / ansamblu anonim (Categorie: așezare) (Tip: Așezare)                                                                         | sat Pecineaga, comuna Pecineaga                         |                                                              |                                     |            |                                               | Încărcați imagine | Raportați eroare |
| 62770.03.01                              | Așezarea hallstattiană de la Poarta Albă / ansamblu anonim (Categorie: așezare) (Tip: Așezare)                                                                 | sat Poarta Albă, comuna Poarta Albă                     |                                                              | mileniul I                          | 1951       |                                               | Încărcați imagine | Raportați eroare |
| 62770.04.01                              | Situl arheologic Latene de la Poarta Albă / ansamblu anonim (Categorie: așezare) (Tip: Așezare)                                                                | sat Poarta Albă, comuna Poarta Albă                     |                                                              | sec. III-II-începutul sec. I a. Chr | 1963       |                                               | Încărcați imagine | Raportați eroare |
| 62770.04.02                              | Situl arheologic Latene de la Poarta Albă / ansamblu anonim (Categorie: așezare) (Tip: Mormânt)                                                                | sat Poarta Albă, comuna Poarta Albă                     |                                                              |                                     | 1963       |                                               | Încărcați imagine | Raportați eroare |
| 62770.06                                 | Așezarea de epoca bronzului de la Poarta Albă / ansamblu anonim (Categorie: locuire)                                                                           | sat Poarta Albă, comuna Poarta Albă                     |                                                              |                                     |            |                                               | Încărcați imagine | Raportați eroare |
| 62770.06.01                              | Așezarea de epoca bronzului de la Poarta Albă / ansamblu anonim (Categorie: locuire) (Tip: Locuire)                                                            | sat Poarta Albă, comuna Poarta Albă                     |                                                              | Coslogeni                           |            |                                               | Încărcați imagine | Raportați eroare |
| 62716.02.01                              | Cariera de silex de la Peștera / ansamblu anonim (Categorie: carieră/mine) (Tip: Carieră de piatră)                                                            | sat Peștera, comuna Peștera                             |                                                              | Hamangia                            |            |                                               | Încărcați imagine | Raportați eroare |
| 62770.05.01                              | Cariera de silex de la Poarta Albă / ansamblu anonim (Categorie: carieră/mine) (Tip: Carieră de piatră)                                                        | sat Poarta Albă, comuna Poarta Albă                     |                                                              | Hamangia                            |            |                                               | Încărcați imagine | Raportați eroare |
| 62716.03.01                              | Situl arheologic de la Peștera - "Peștericile" / ansamblu anonim (Categorie: locuire în peșteră) (Tip: Locuire în peșteră)                                     | sat Peștera, comuna Peștera                             | Peștericile (Peștera 1, Peștera 2, Peștera 3)                |                                     |            |                                               | Încărcați imagine | Raportați eroare |
| 62716.03.02                              | Situl arheologic de la Peștera - "Peștericile" / ansamblu anonim (Categorie: locuire în peșteră) (Tip: Locuire în peșteră)                                     | sat Peștera, comuna Peștera                             | Peștericile (Peștera 1, Peștera 2, Peștera 3)                | Gumelnița                           |            |                                               | Încărcați imagine | Raportați eroare |
| 61693.04.01                              | situl arheologic d ela Petroșani - "Valea Cișmelei" / ansamblu anonim (Categorie: așezare) (Tip: Așezare)                                                      | sat Petroșani, comuna Deleni                            | Valea Cișmelei                                               | Gumelnița                           |            | 44°00′16″N 28°03′20″E / 44.00444°N 28.05556°E | Încărcați imagine | Raportați eroare |
| 61693.04.02                              | situl arheologic d ela Petroșani - "Valea Cișmelei" / ansamblu anonim (Categorie: așezare) (Tip: Așezare)                                                      | sat Petroșani, comuna Deleni                            | Valea Cișmelei                                               |                                     |            | 44°00′16″N 28°03′20″E / 44.00444°N 28.05556°E | Încărcați imagine | Raportați eroare |
| 61693.04.03                              | situl arheologic d ela Petroșani - "Valea Cișmelei" / ansamblu anonim (Categorie: așezare) (Tip: Așezare)                                                      | sat Petroșani, comuna Deleni                            | Valea Cișmelei                                               |                                     |            | 44°00′16″N 28°03′20″E / 44.00444°N 28.05556°E | Încărcați imagine | Raportați eroare |
| 62716.04.01                              | Situl arheologic de la Peștera - "Dealul Guran" / ansamblu anonim (Categorie: locuire) (Tip: Locuire)                                                          | sat Peștera, comuna Peștera                             | Dealul Guran                                                 |                                     | 2010       |                                               | Încărcați imagine | Raportați eroare |
| 60712.01.01                              | Situl arheologic de la Poiana-Centura ocolitoare a municipiului Constanța-km 4+500 - 4+750 / ansamblu anonim (Tip: așezare)                                    | sat Poiana, oraș Ovidiu                                 | Centura ocolitoare a municipiului Constanța-km 4+500 - 4+750 | getică sec. III - II a. Chr.        |            |                                               | Încărcați imagine | Raportați eroare |
| 62716.05.01                              | Tumulii 5 și 6 de la Peștera-km 167+500-167+700 / ansamblu Tumulul nr. 5 (Categorie: descoperire funerară) (Tip: Tumul)                                        | sat Peștera, comuna Peștera                             | km 167+500-167+700-tumulul nr.5 și 6                         |                                     |            | 44°14′12″N 28°08′58″E / 44.23667°N 28.14944°E | Încărcați imagine | Raportați eroare |
| 62716.05.02                              | Tumulii 5 și 6 de la Peștera-km 167+500-167+700 / ansamblu Tumulul nr. 6 (Categorie: descoperire funerară) (Tip: Tumul)                                        | sat Peștera, comuna Peștera                             | km 167+500-167+700-tumulul nr.5 și 6                         |                                     |            | 44°14′12″N 28°08′58″E / 44.23667°N 28.14944°E | Încărcați imagine | Raportați eroare |
| 62716.06.01                              | Tumulul 3 de la Peștera-km 168+600-169+100 / ansamblu anonim (Categorie: descoperire funerară) (Tip: Tumul)                                                    | sat Peștera, comuna Peștera                             | km 168+600-169+100 - tumulul nr. 3                           |                                     |            |                                               | Încărcați imagine | Raportați eroare |
| 62716.07.01                              | Valul mic de pământ de la Peștera-km 169+800-171+000 / ansamblu Valul mic de pământ (Categorie: construcție) (Tip: Val)                                        | sat Peștera, comuna Peștera                             | km 169+800-171+000                                           |                                     |            |                                               | Încărcați imagine | Raportați eroare |
| 60712.02                                 | Quadriburgium-ul roman de la Poiana (Categorie: locuire militară) (Tip: quadriburgium)                                                                         | sat Poiana, oraș Ovidiu                                 |                                                              |                                     | 2005       | 44°12′10″N 28°30′22″E / 44.20278°N 28.50613°E | Încărcați imagine | Raportați eroare |